# 1729.
◄ | 17. stoljeće | 18. stoljeće | 19. stoljeće | ►
◄ | 1690-ih | 1700-ih | 1710-ih | 1720-ih | 1730-ih | 1740-ih | 1750-ih | ►
◄◄ | ◄ | 1726. | 1727. | 1728. | 1729. | 1730. | 1731. | 1732. | ► | ►►
Arhitektura • Astronomija • Biologija • Glazba • Kazalište • Kemija • Kiparstvo • Knjige • Književnost • Kršćanstvo • Medicina • Politika • Pravo • Promet • Slikarstvo • Znanost

## Događaji
- Brodogradilište Kraljevica osnovao je car Karlo VI. Prestalo je postojati 4. lipnja 2012.[1]

## Rođenja
- 2. svibnja – Katarina II. Velika, ruska carica († 1796.)
- 5. svibnja – Antun Janković Daruvarski, hrvatski plemić i političar († 1789.)
- 24. studenog – Aleksandar Vasiljevič Suvorov, ruski feldmaršal generalisimus († 1800.)

## Vanjske poveznice
|  | Zajednički poslužitelj ima još gradiva o temi 1729. |